# Jung Seon-ho
Đây là một tên người Triều Tiên, họ là Jung.
Jung Seon-ho (tiếng Hàn: 정선호; sinh ngày 25 tháng 3 năm 1989) là một cầu thủ bóng đá Hàn Quốc thi đấu ở vị trí tiền vệ thi đấu cho Sangju Sangmu.

## Sự nghiệp
Anh gia nhập Seongnam FC năm 2013 sau khi thi đấu cho đội bóng tại Giải Quốc gia Hàn Quốc Ulsan Hyundai Mipo.